# Discographie de Serge Reggiani
Cette page recense la discographie du chanteur français Serge Reggiani.

## Divers
1955 : 33 tours Philips Auteurs du 20e siècle Jean Cocteau (Serge Reggiani dit le texte Un ami dort).
1956 : 33 tours 25cm Le Petit Menestrel Davy Crockett (narrateur François Périer - Serge Reggiani interprète Davy Crockett - Grand prix du disque Walt Disney).
1958 : 33 tours 25cm Festival Le livre de la jungle n°1 - Les frères de Mowgli (narrateur Serge Reggiani).
19?? : 33 tours 25cm Festival Le livre de la jungle n°2 - La chasse de Kaa (narrateur Serge Reggiani).
1958 : 33 tours Philips Le dernier des Mohicans (Serge Reggiani interprète Bas De Cuir).
1960 : double 33 tours Disques Adès Ben-Hur (narrateur Jean Desailly - Serge Reggiani interprète Juda Ben-Hur (en)).
19?? : 33 tours Images de Bertolt Brecht (Catherine Sauvage et Serge Reggiani).
19?? : 33 tours Festival Le château des Carpathes (d'après Jules Verne - Serge Reggiani : le comte Franz de Telek).
19?? : 33 tours Barclay Robinson Crusoé (d'après Daniel Defoe - Serge Reggiani : Robinson Crusoé).
1960 : 33 tours Disques Adès François Villon dit par Serge Reggiani Pierre Ronsard dit par André Reybaz.
1960 : 33 tours Philips Auteurs du 20e siècle 13 Albert Camus (Maria Casarès, Serge Reggiani dans un extrait de Les Justes).
1961 : 33 tours BAM Amants, heureux amants... (les plus beaux poèmes d'amour français) (dit pas Loleh Bellon et Serge Reggiani).
.
.
1978 : double 33 tours Polydor Maximilien Robespierre Discours (récitant Serge Reggiani),.
.
1983 : double 33 tours Polydor L'étranger d'Albert Camus extraits (lecteur Serge Reggiani).
1985 : 33 tours Polydor Les fables de La Fontaine.
1989 : 45 tours Tréma / Pathé Marconni Pour toi Arménie (chanson caritative - participation).

## Compilations, coffrets, intégrales
1992 : En chanson... - Intégrale, coffret 8 CD 
2003 : Intégrale studio  coffret 9 CD
2014 : Serge Reggiani - Intégrale des albums studio 1968 - 2002 - 13 CD Universal (contient les 19 albums studio - exception faîte la période Canettien 12 CD + 1 CD compilant divers titres).